# Fórmula Mohawk Valley
La fórmula Mohawk Valley és un guia empresarial per a trencar vagues i desactivar organitzacions obreres sense sicaris a sou sinó per mitjà d'instruments més subtils de propaganda, suposadament escrita per James South, Jr., president de la fàbrica de màquines d'escriure Remington Rand d'Ilion, el 1937.
El pla inclou desprestigiar els líders sindicals, atemorir la ciutadania amb l'amenaça de violència, utilitzar la policia local i vigilants privats per a intimidar els vaguistes, militaritzar la fàbrica, formar grups d'«empleats fidels» per a influir en l'assemblea, emprar un gran nombre d'esquirols i amenaçar amb tancar la planta si no es reprèn la feina.
Tot i que presumptament es va publicar al butlletí de la National Association of Manufacturers, mai no se n'ha trobat l'original. Això no obstant, Remington Rand va prohibir implacablement les vagues, tal com es documenta en una sentència de la Junta Nacional de Relacions Laborals, i la guia s'ha acceptat com a referent dels mètodes que es van utilitzar.
Noam Chomsky ha descrit la fórmula com el resultat de la tendència de l'empresariat a un enfocament «científic» basat en la propaganda. Una característica essencial d'aquest enfocament és la identificació dels interessos de la direcció amb el patriotisme, mentre que el sindicalisme es relaciona amb interessos estrangers.

## Elements de la fórmula
El següent és el text de la fórmula de Mohawk Valley tal com va aparèixer a la premsa. Una versió similar, encara que més extensa, es va publicar a The Nation el 1937.
1. Enfront d'una vaga, etiquetar els líders sindicals com a «agitadors» per a desacreditar-los davant l'opinió pública i els seus propis seguidors. Forçar votacions sota la direcció dels capatassos per a diluir la força del sindicat i presentar els vaguistes com una petita minoria. Exercir pressió econòmica mitjançant amenaces de traslladar la fàbrica, i alinear banquers, propietaris immobiliaris i empresaris en un «comitè ciutadà».
2. Aixecar la bandera de la «llei i l'ordre», fent que la comunitat mobilitzi recursos judicials i policials contra la violència imaginada i oblidi que els treballadors tenen els mateixos drets que els altres membres de la comunitat.
3. Convocar una «reunió massiva» per a coordinar el sentiment col·lectiu contra la vaga i enfortir el comitè ciutadà.
4. Formar una policia nombrosa per a intimidar els vaguistes i exercir un efecte psicològic. Utilitzar la policia local i els vigilants, si és possible, d'altres barris.
5. Convèncer els vaguistes que les seves demandes no tenen recorregut amb un moviment de «tornada al treball» d'un grup titella dels anomenats «empleats fidels» organitzat en secret per l'empresari.
6. Quan hi hagi prou demanda, fixar una data per a l'obertura de la planta sol·licitada pel grup titella.
7. Escenificar l'«obertura» teatralment obrint les portes i fent que els empleats marxin en una massa protegida per esquadrons de policies armats per a dramatitzar i exagerar la reobertura i augmentar l'efecte desmoralitzador.
8. Desmoralitzar els vaguistes amb una demostració contínua de força. Si cal, convertir la localitat en un camp de batalla a ulls del món exterior.
9. Controlar el ressò mediàtic del conflicte dient que la planta està en ple funcionament i que els vaguistes són només una minoria que intenta interferir en el dret al treball. Amb això, les reivindicacions s'han acabat: l'empresari ha trencat la vaga.[3]